# Val sans retour

Karte des Val sans retour im Forêt de Paimpont, Bretagne

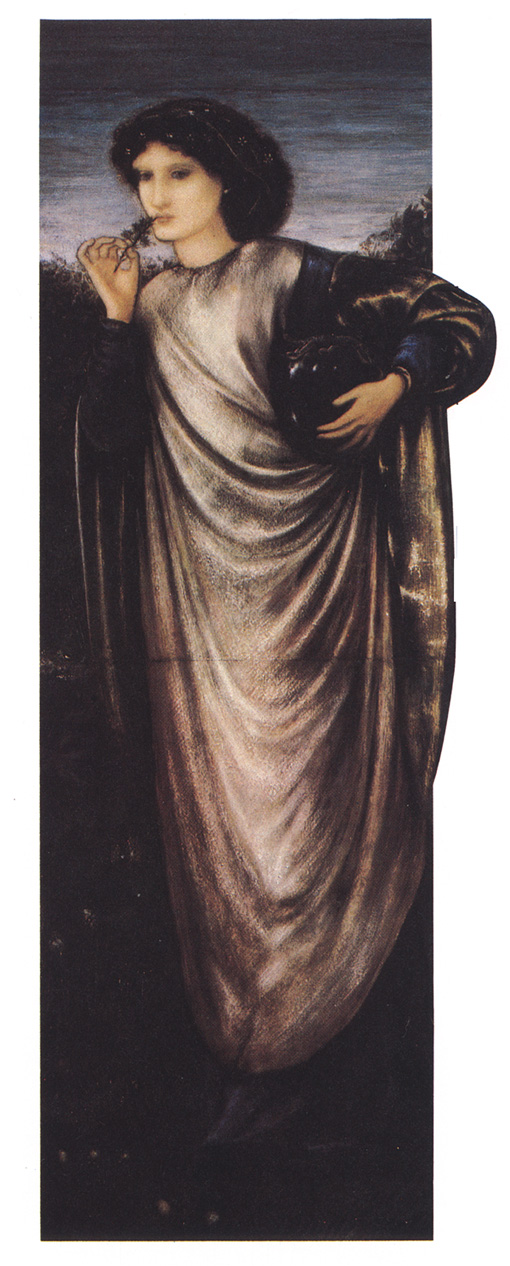
Morgan le Fay, Edward Burne-Jones, 1862, Leighton House Museum

Der Val sans retour (Tal ohne Wiederkehr, auch Val périlleux – gefährliches Tal – und Val des faux amants – Tal der falschen Liebhaber – genannt) ist zum einen ein legendärer Ort aus dem arturischen Sagenkreis im Westen des Waldes von Brocéliande, zum anderen ein bekannter Ort in der zentralen Bretagne, in jenem Wald, der offiziell Forêt de Paimpont heißt. 
Die zugehörende Sage, erzählt im Lancelot-Gral-Zyklus (Anfang des 13. Jahrhunderts), verbreitete sich mündlich bereits vor dem Ende des 12. Jahrhunderts. Morgan le Fay erlebte die Enttäuschung ihrer Liebe zum Ritter Guyomard (Guiomar oder Guyamor), der sie auf Betreiben der Königin Guienevre zurückweist. Sie lernt die Zauberei bei Merlin und erschafft als Vergeltung den Val sans retour im Wald von Brocéliande, um dort die Faux amants, untreue verliebte Ritter, festzuhalten. Nach siebzehn Jahren wird Morgans Zauber von Lancelot, der Guinevere treu ist, aufgehoben, wobei er 253 Ritter befreit. Diese Erzählung ist Morgans mächtigste Aktion gegen die Tafelrunde und eine Umkehrung der männlichen und weiblichen Rollen, wie sie in der mittelalterlichen Literatur entwickelt wurden.
Der Val sans retour wurde erstmals 1812 von Auguste Creuzé de Lesser (1771–1839) in der Bretagne lokalisiert. Er ist auch der erste, der es im Wald von Brocéliande platziert, auch wenn dieser Wald für ihn in der Nähe von Quintin (Côtes-d’Armor) lag. Der Ort wird dann aber bald, um 1820, von François-Gabriel-Ursin Blanchard de La Musse (1752–1837) mit dem Tal der Marette bei Paimpont identifiziert. Die Lokalisierung wurde 1850 erneut geändert, diesmal von Félix Bellamy (1828–1907) zugunsten des Rauco-Tals. Im Lauf des folgenden Jahrhunderts wurde das Tal zu einem der wichtigsten Orte im Zusammenhang mit den Artussagen, die besucht werden können. Der Zugang liegt in der Nähe von Tréhorenteuc im Morbihan, der Wald selbst in Ille-et-Vilaine. Durch Feuer verwüstet und dann wieder aufgeforstet, wird der Val sans retour vom Abbé Henri Gillard († 1979), Priester in Tréhorenteuc, bekannt gemacht. Er bezeichnete mehrere interessante Stellen, den Arbre d‘Or und den Miroir aux fées im Tal, den Hotié de Viviane (Haus der Viviane) und den Siège de Merlin auf den Höhen. Das Tal zieht jedes Jahr viele Besucher an, Touristen, Neuzeitliche Druiden und Anhänger der Artussage.

## In der Artus-Literatur
Der Val sans retour ist ein verzauberter Ort, der von Morgan le Fay geschaffen wurde und von dem die mittelalterlichen Romane der Artussage sprechen. Er gehört zu den „Wundern“ dieser Romane. Die Berichte der Artussage kursierten mündlich und es ist sehr wahrscheinlich, dass die Episode des Tals ohne Wiederkehr vor dem Ende des 12. Jahrhunderts bekannt war. Die meisten Elemente stammen aus dem Lancelot-Gral, aber einiges deutet auf den Roman Erec et Enide hin, der Chrétien de Troyes zugeschrieben wird.

### Im Lancelot-Gral
Laut Lancelot-Gral, einer anonymen Zusammenstellung von Artus-Texten aus dem 13. Jahrhundert, stammen die Gründe für die Entstehung des Tals ohne Wiederkehr aus der kurzen Liebesbeziehung zwischen Morgue (Morgan le Fay) und dem Ritter Guyamor (oder Guiomar, Guiamor, Guyomard). Neffe von Königin Guinevere. Die Königin drängt den jungen Mann, Morgue, die sie als zu chaude und loxoriose (heiß und unzüchtig) erachtet, abzuwehren. Er akzeptiert, überzeugt, dass seine Gefühle für Morgue nicht so stark sind wie die, die sie für ihn empfindet. Sie verlässt den Artus-Hof und schließt sich dem Zauberer Merlin an, um Magie zu lernen. Sie treibt eine heftige Eifersucht gegenüber Guinevere und den Rittern der Tafelrunde.
Die an Wissen reiche Fee Morgan erschafft dank ihrer Zauber das Tal ohne Wiederkehr im Wald von Brocéliande, um sich zu rächen, indem sie untreue Liebhaber (die sie die "falschen Liebhaber" nennt) zwischen unsichtbare Wände aus Luft einschließt:
"Chieus vaus, ce dist li contes tout avant, estoit apielés li Vaus sans Retour et li Vaus as Faus Amans. Li Vaus sans Retor avoit il non pour chou ke nus cevaliers n’en retournoit, et si avoit non li Vaus as Faus Amans pour chou ke tout li chevalier i remanoient ki avoient faussé viers leur amies de quel mesfait ke che fust, neïs de penssé." — Anonym
"Dieses Tal, heißt es in den Sagen, wurde sowohl das Tal ohne Wiederkehr als auch das Tal der falschen Liebhaber genannt: das Tal ohne Wiederkehr, weil kein Ritter zurückkam, und auch das Tal der falschen Liebhaber, weil alle Ritter, die ihren Freundinnen untreu gewesen waren, dort festgehalten wurden, und sei dieser Fehler nur in Gedanken begangen worden."
Der Livre d‘Artus präzisiert, dass das Tal speziell für ihren ehemaligen Geliebten Guyomard geschaffen wurde: sie überrascht ihn in den Armen einer anderen und verurteilt ihn, niemals das Tal verlassen zu können, ebenso wie alle diejenigen, die nach ihm eintreten werden. Die junge Frau, die ihn begleitet, wird von Morgan verflucht und dazu verurteilt, die Kälte des Eises von den Füßen bis zum Gürtel und das Feuer einer Kohlenpfanne vom Gürtel bis zum Kopf zu spüren. Die Fee behält sich die Möglichkeit vor, ihren Zauber zurückzunehmen, wenn sich ein tadelloser Ritter zeigt. Sie platziert am Eingang des Tals einen Hinweis, der klarmacht, dass nur ein Ritter, der in der Lage sei, die Prüfung des Tals zu bestehen, Gawain zu befreien, den Gefangenen des Carados in der Douloureuse Tour. Zahlreiche Ritter wagen den Versuch.
Niemand schafft es, den Zauber zu brechen und diese Männer irren durch das Tal, für immer in den Augen der Außenwelt verloren. Sie sind frei, sich zu sehen, miteinander zu reden, zu spielen oder zu tanzen, weil Morgan für alle ihre Bedürfnisse sorgt. Der Ritter Galescalain erfährt während einer Nacht bei einem Aftervasallen. Er geht dorthin, kann aber auch nicht mehr hinaus. Yvain, ein weiterer Artusritter, wird seinerseits von Morgan eingesperrt. Schließlich hört Lancelot davon, und geht dorthin, um eine junge Frau zu retten, deren Geliebter nie zurückgekehrt war. Er folgt dem Chemin du Diable (Teufelsweg), besiegt einen Drachen, überquert einen von zwei Rittern bewachten Fluss, und trifft auf Morgan. Vage verliebt in ihn, stellt ihm Morgan Fallen und nimmt ihn gefangen, indem sie ihm einen Ring auf den Finger legt, um ihn in Schlaf zu versetzen. Die absolute Treue zu Guinevere ermöglicht es ihm, den Zauber zu brechen und den Fluch des Tals aufzuheben. 17 Jahre nach Morgans Fluch befreit er die 253 ungläubigen Ritter, die dort eingesperrt waren. Alle versammeln sich in großer Freude im Haus von Keu d'Estraus.

### In Erec et Enide
Dieser Roman von Chrétien de Troyes, der um 1160/64 geschrieben wurde, enthält Elemente, die die Geschichte vom Tal ohne Wiederkehr inspiriert haben könnten. Gegen Ende muss der Ritter Maboagrain in der Passage mit dem Titel La Joie de la Cort (Die Freude des Hofes) zur Erfüllung des Versprechens an seine Frau in einem verzauberten Garten eingesperrt bleiben und gegen alle Gegner kämpfen, die sich zeigen, bis er besiegt wird. Die Mauern dieses Gartens sind mit Spitzen gespickt. Die Absicht der Frau ist es, den Ritter für immer für sich zu behalten. Erec schafft es, ihn zu besiegen. Das Schicksal von Maboagrain ist ein Fall, in dem eine Frau die Bewegungsfreiheit eines Ritters einschränkt, wie in der Geschichte vom Tal ohne Wiederkehr.
In einem späteren Manuskript des gleichen Romans werden ein „gefährliches Tal“ und ein Ritter namens „Guigomar“ erwähnt, der ein Freund von der Fee Morgain und der Bruder von Graislemier de Fine Posterne, Herr der Insel Avalon ist. Dies ist wahrscheinlich eine Ergänzung des Kopisten, der auch die Geschichte von Lancelot-Gral kennt, und keine Originalversion von Chrétien de Troyes. Laut Frappier ist der Name Val perileux wahrscheinlich eine Kreation, die an die Namen Val sans retour und Val des faux amants erinnert. Der Weg, der ins Val des faux amants führt, wird im Lancelot-Gral auch als „gefährlich“ bezeichnet.